# 忠子内親王
忠子内親王（ただこないしんのう、斉衡元年（854年） - 延喜4年5月7日（904年6月23日））は、平安時代前期の皇女。

## 来歴
光孝天皇と班子女王の間に生まれる。貞観12年（870年）3月26日、清和天皇の後宮として女御となった（時に身位は女王）。元慶8年（884年）父の意向で源姓を賜り従三位に進む。弟の宇多天皇の即位後、寛平3年（891年）12月29日、内親王宣下を被って皇籍に復帰し、三品となった。寛平5年（893年）12月20日、班子女王主催で忠子内親王の四十賀が行われた。延喜2年（902年）10月11日に出家する。延喜4年（904年）5月7日薨去。

## 参考資料
- 『大日本史料』1編3冊
- 『日本紀略』
- 『類聚国史』
- 『本朝皇胤紹運録』